# Lim Ju-hwan
Lim Ju-hwan  (hangul: 임주환; rr: Im Ju-hwan; nascido em 18 de maio de 1982) é um ator sul-coreano. Ele é mais conhecido por seus papéis de destaque nos dramas televisivos, Tamra, the Island (2009), Ugly Alert (2013), Uncontrollably Fond (2016) e The Bride of Habaek (2017).

## Filmografia

### Filmes
| Ano  | Título                     | Papel         |
| ---- | -------------------------- | ------------- |
| 2006 | A Millionaire's First Love | Seung-joon    |
| 2006 | Arang                      | Hyun-ki jovem |
| 2007 | M                          | Umbrella man  |
| 2007 | Do Re Mi Fa So La Ti Do    | Jae-kwang     |
| 2008 | A Frozen Flower            | Han-baek      |
| 2011 | The Suicide Forecast       | Kim Young-tak |
| 2014 | The Con Artists            | Lee Jo-hwon   |
| 2017 | Because I Love You         | Chan-young    |

### Televisão
| Ano  | Título                                        | Papel         | Emissora | Nota                   |
| ---- | --------------------------------------------- | ------------- | -------- | ---------------------- |
| 2004 | Magic                                         |               | SBS      |                        |
| 2005 | A Love to Kill                                |               | KBS2     |                        |
| 2006 | Don't Worry                                   |               | KBS2     |                        |
| 2006 | The Snow Queen                                | Seo Geon-ho   | KBS2     |                        |
| 2007 | The Return of Shim Chung                      | Hong          | KBS2     |                        |
| 2007 | Drama City Pure Soon-yi                       |               | KBS2     |                        |
| 2007 | Auction House 열한 번째 그림                  |               | MBC      | participação (Ep. 10)  |
| 2008 | Single Dad in Love                            | Min Hyun-ki   | KBS2     |                        |
| 2008 | General Hospital 2                            | Lee Min-soo   | MBC      | participação (Ep, 6-7) |
| 2009 | Boys Over Flowers                             | So Il-hyun    | KBS2     |                        |
| 2009 | Tamra, the Island                             | Park Gyu      | MBC      |                        |
| 2010 | Marriage War of Doenjang-kun and Natto-chan   | Kim Dae-chun  | MBC      |                        |
| 2011 | What's Up                                     | Jang Jae-hun  | MBN      |                        |
| 2013 | Ugly Alert                                    | Gong Joon-soo | SBS      |                        |
| 2014 | Drama Festival: The Diary of Heong Yeong-dang | Kim Sang-yun  | MBC      |                        |
| 2015 | Shine or Go Crazy                             | Wang Uk       | MBC      |                        |
| 2015 | Oh My Ghostess                                | Choi Sung-jae | tvN      |                        |
| 2016 | Uncontrollably Fond                           | Choi Ji-tae   | KBS2     |                        |
| 2017 | The Bride of Habaek                           | Hoo-ye        | tvN      |                        |
| 2018 | Drama City: Such a Long Farewell              | Bae Sang-hee  | KBS      | [ 1 ]                  |
| 2019 | Different Dreams                              | Fukuda        | MBC      | [ 2 ]                  |
| 2019 | The Great Show                                | Kang Joon-ho  | tvN      |                        |

### Participações em vídeos musicais
| Ano  | Canção         | Artista |
| ---- | -------------- | ------- |
| 2006 | "Key of Heart" | BoA     |
| 2017 | "Miss You"     | Huh Gak |

### Teatro
| Ano  | Título          | Papel |
| ---- | --------------- | ----- |
| 2002 | Our Town        |       |
| 2000 | The Good Doctor |       |

## Prêmios e indicações
| Ano  | Prêmio                                  | Categoria              | Trabalho indicado | Resultado | Ref.  |
| ---- | --------------------------------------- | ---------------------- | ----------------- | --------- | ----- |
| 2009 | Korean Culture and Entertainment Awards | Melhor Novo Ator       | Tamra, the Island | Venceu    | [ 3 ] |
| 2013 | SBS Drama Awards                        | Prêmio de Nova Estrela | Ugly Alert        | Venceu    | [ 4 ] |
| 2019 | Asia Model Awards                       | Estrela Coreana Modelo | Ele mesmo         | Venceu    |       |